# 2 Minutes to Midnight
2 Minutes to Midnight је друга песма са албума Powerslave британског хеви метал бенда Ајрон Мејден. Издата је као десети сингл 6. августа. Сингл је заузео 11. место на британској топ-листи и 25. место на америчкој листи.
Текст су написали Адријан Смит и Брус Дикинсон.
Песма се односи на Часовник судњега дана, кога симболично користи „Гласник атомских научника“. Септембра 1953. године, сат је откуцао 23:58, што је било најближе време поноћи. Ово се десило када су Сједињене Државе и Совјетски Савез тестирали Хидрогенске бомбе у периоду од девет месеци.
Први гитарски соло свира Дејв Мари, а други Адријан Смит.
Прва Б страна садржи ковер верзију песме Rainbow's Gold прогресивног бенда Бекет.
Друга Б страна садржи „Mission from 'Arry“. То је снимљена свађа између басисте Стива Хариса и бубњара Ника Мекбрејна. Свађа се десила после концерта у Алентауну у Пенсилванији, током бендове World Piece турнеје. Узрок свађе је неспоразум на бини између њих. Певач Брус Дикинсон је снимао свађу са сакривеним диктафоном. Пошто Харисова бас гитара није радила, Стив је рекао најближем човеку (монтеру светла) да Нико продужи свој соло. Човек није пратио процедуру, већ је почео да виче Нику, што је довело до лошег бубњарског солоа. Љути Мекбрејн је касније пришао човеку и почео да се свађа (није јасно да ли је дошло и до физичког обрачуна), што је Харис сматрао да је непотребно. Наводно свађа се смирила, пре него што је Дикинсон почео да снима, па их је Дикинсон опет разљутио тако што је питао Ника шта би он желео да човек уради ако би хтео да му каже да ће решетке са светлима да падну на њега. Нико је одговорио: „Добро, претпостављам да би неко морао да ме повуче са јебаног пута или иначе сам мртав!“ Снимање се завршило, када је диктафон откривен. Задњи речи је изговорио Харис: „Нека пичка снима ово.“ Касније је речено да када су пронашли траку, премотали су је и преслушали, што је довело до смеха свих присутних.
Музички видео песме се налази у колекцији из 2003. године Visions of the Beast. На бонус диску DVD-а Live After Death из 2008. године, Брус Дикинсон је рекао где је снимана сцена војника у апартамну: „Дошли су нам са ову локацију и рекли: ’Имамо савршено место. Прљаво је, зезнута Ист енд кућа на Острву паса. Сва је претрпана, мачји урин је на све стране и стварно је гадно.‘ А ја сам погледао ту ствар и ја сам као ’То је Рофијева Кућа, на Острву паса и ја сам некада ту живео.‘“